# Monastère de Ganden
Ne doit pas être confondu avec Gaden.
Le monastère de Ganden (tibétain : དགའ་ལྡན་དགོན།, Wylie : dga' ldan dgon, THL : ganden gön), également appelé Ganden Namgyeling, est le plus ancien des trois grands monastères guélugpa de la région autonome du Tibet (République populaire de Chine), les deux autres étant Séra et Drepung. Il est situé dans le district de Tagtse, à 36 kilomètres au nord-est du Potala à Lhassa, sur la montagne de Wangbur ou Wangbori, à une altitude de 3 800 mètres.
Fondé en 1409 par le maître tibéto-mongol Tsongkhapa. Le monastère a été détruit après 1959, mais a depuis été partiellement reconstruit. Un autre monastère du même nom et de la même tradition fut établi dans le sud de l'Inde en 1966 par des exilés tibétains. Ganden est considéré comme étant le siège de la puissance administrative et politique de l'ordre guélugpa. Le Ganden Tripa, ou « détenteur du trône de Ganden », est le chef spirituel de l'école guélugpa.

## Description
Le monastère de Ganden est niché au creux d'un cirque en amphithéâtre.
Il est composé de deux collèges, Jangtse (« la crête du nord ») et Shartse (« la crête de l’est »).
Les trois sites principaux du monastère sont le Serdhung Lakhang — la tombe d'or de Tsongkhapa, le Ngam Cho Khang — la chapelle où Tsongkhapa a enseigné à ses élèves, et la chapelle de Tsokchen — la plus grande salle du monastère, édifiée en 1417,.
L'autel dans presque tous les temples porte l'effigie de Tsongkhapa, flanquée des images de ses deux disciples, Gyeltsab Je et Khedrub Je, formant la trinité connue sous l'appellation de yab-se-sum, les trois pères de la secte guélugpa.
Le monastère contient des objets qui ont appartenu à Tsongkhapa, notamment son bol de mendicité et sa tasse à thé.

## Histoire

### XVesiècle
Le monastère est fondé par Tsongkhapa (Lobsang Dragpa) en 1409.

### XVIIesiècleetXVIIIesiècle
Nakwen Lodrö gyatso (tibétain : ཎག་དབན་བློ་གྲོས་རྒྱ་མཚོ, Wylie : Nag dban blo gros rgya mtsho, THL : nakwen lodrö gyatso (1635-1688)) originaire de la région du Koukounor est nommé 44e abbé du monastère en 1682. Galdan  siregetü  qutugtu, (tibétain : ཎག་དབན་ཐུབ་བསྟན་དབན་ཕྱུག་དཔལ་ལྡན་འཕྲིན་ལས་རྒྱ་མཚོ, Wylie : Nag dban thub bstan dban phyug dpal ldan ’phrin las rgya mtsho (1773 - ca1819) est la quatrième réincarnation de sa lignée, il réside à Pékin. Il joue un roule important dans la décision de la cour d'envoyer le mongol qaracin, Manjubazar, comme ambassadeur pour l'intronisation de Lungtok Gyatso, 9e dalaï-lama.

### XXesiècle

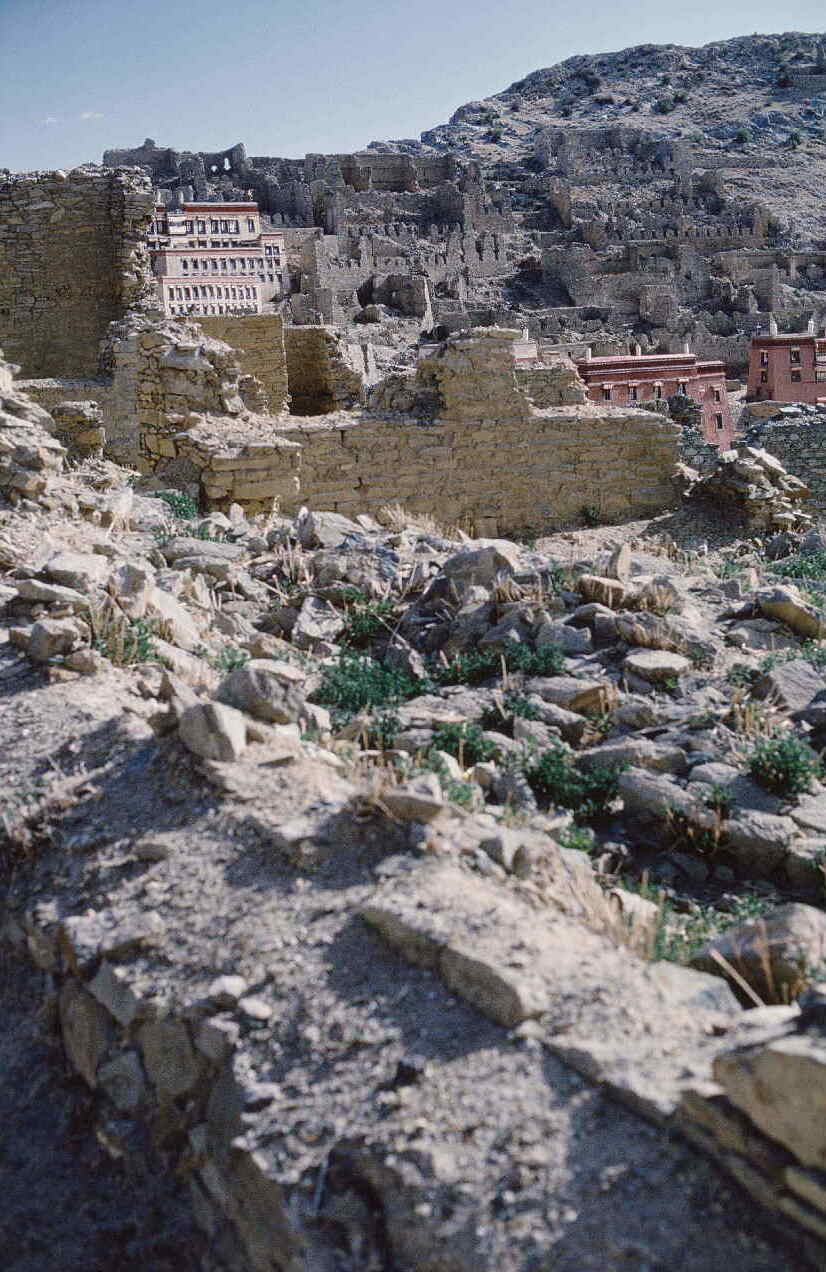
Photo de 1985 d'une partie des ruines du monastère de Ganden (avec quelques nouveaux bâtiments).

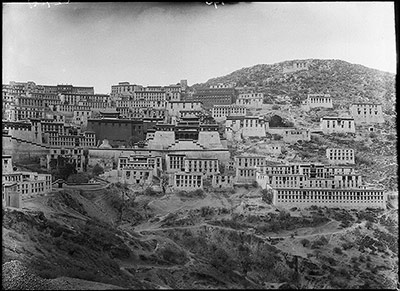
Le monastère en 1921.

Au tournant du XXe siècle, le monastère de Ganden compte 3 300 moines.
Après 1959, le monastère se vide de ses occupants. Vers le milieu des années 1960, il n'est plus habité. Jusqu'en 1970, la chapelle contenant le reliquaire de Tsangkapa, la grand salle d'assemblée, les collèges Shartsé et Jangtsé et d'autres salles servent d'entrepôts au département des grains de Lhassa (à l'instar des monastères de Séra et de Drépung).
En 1966, lors la révolution culturelle, le monastère est  saccagé par les gardes rouges tibétains. La tombe de Tsangkhapa est profanée. Un lama, Bomi Rinpoché, est contraint de porter sur son dos les reliques de Tsongkhapa et de les jeter au feu après que les gardes rouges eurent détruit sa tombe. À l'insu de ces derniers, il réussit cependant à sauvegarder le crâne et les cendres,.
Au début des années 1980, le journaliste américain Fox Butterfield affirme que des fonctionnaires chinois lui ont dit que Ganden avait tout simplement disparu après la révolution culturelle,.
À partir de 1985, le nombre de temples et de salles à être reconstruits croît régulièrement et le champ de ruines des années 1960 se transforme en souvenir. L'architecte André Alexander, présent à Lhassa en 1987, note que les travaux sont effectués par des bénévoles venus de la capitale ou des villages environnants. La même année, l'État alloue 400 000 yuan pour les frais d'entretien du monastère. En décembre 1992, les autorités locales versent 26 millions de yuan pour la restauration du monastère
À la fin des années 1990, Ganden comptait 300 moines.

### XXIesiècle
En 2008, le monastère abrite environ 600 moines et il est question d'en limiter le nombre à 450 et d'y interdire la présence de novices mineurs. Des pèlerins participent bénévolement aux travaux de reconstruction selon leurs compétences (charpentier, maçon, peintre, etc.).

## Agitation politique
En 1994, d'après le magazine GEO, la police investit les lieux et des équipes de rééducation patriotique s’installent, exigeant des moines de dénoncer Tenzin Gyatso (14e dalaï-lama). D'après le même article, il est devenu difficile à cette époque d'y maintenir l’enseignement traditionnel, des moines sont arrêtés et d’autres s’enfuient.
Au printemps 1996, la campagne des autorités chinoises interdisant les photos du dalaï-lama débutée en 1994 s'intensifie. Une équipe de police envoyée à Ganden le 7 mai pour la mettre en pratique est attaquée par des moines. Dans les troubles qui s'ensuivent, trois moines sont tués, une quarantaine sont arrêtés et le monastère est fermé.
Jigme Gyatso, ancien moine de Ganden, est condamné le 23 novembre 1996 à 15 années d’emprisonnement « pour avoir été à la tête d'un mouvement indépendantiste »,.
À la suite des troubles au Tibet en 2008, le monastère est fermé en décembre 2008.
En 2013, selon l'ONG Free Tibet Campaign, les autorités chinoises lèvent l'interdiction des photos du dalaï-lama depuis 1996 et autorisent les moines à les afficher à Ganden,. En 2018, l'interdiction est cependant toujours effective au Tibet.

## Exposition de thangkas géants
Le monastère possède 24 thangkas en soie. Ils sont destinés à être déroulés et exposés à la vénération des fidèles pendant le premier mois du calendrier tibétain,,.

## Galerie

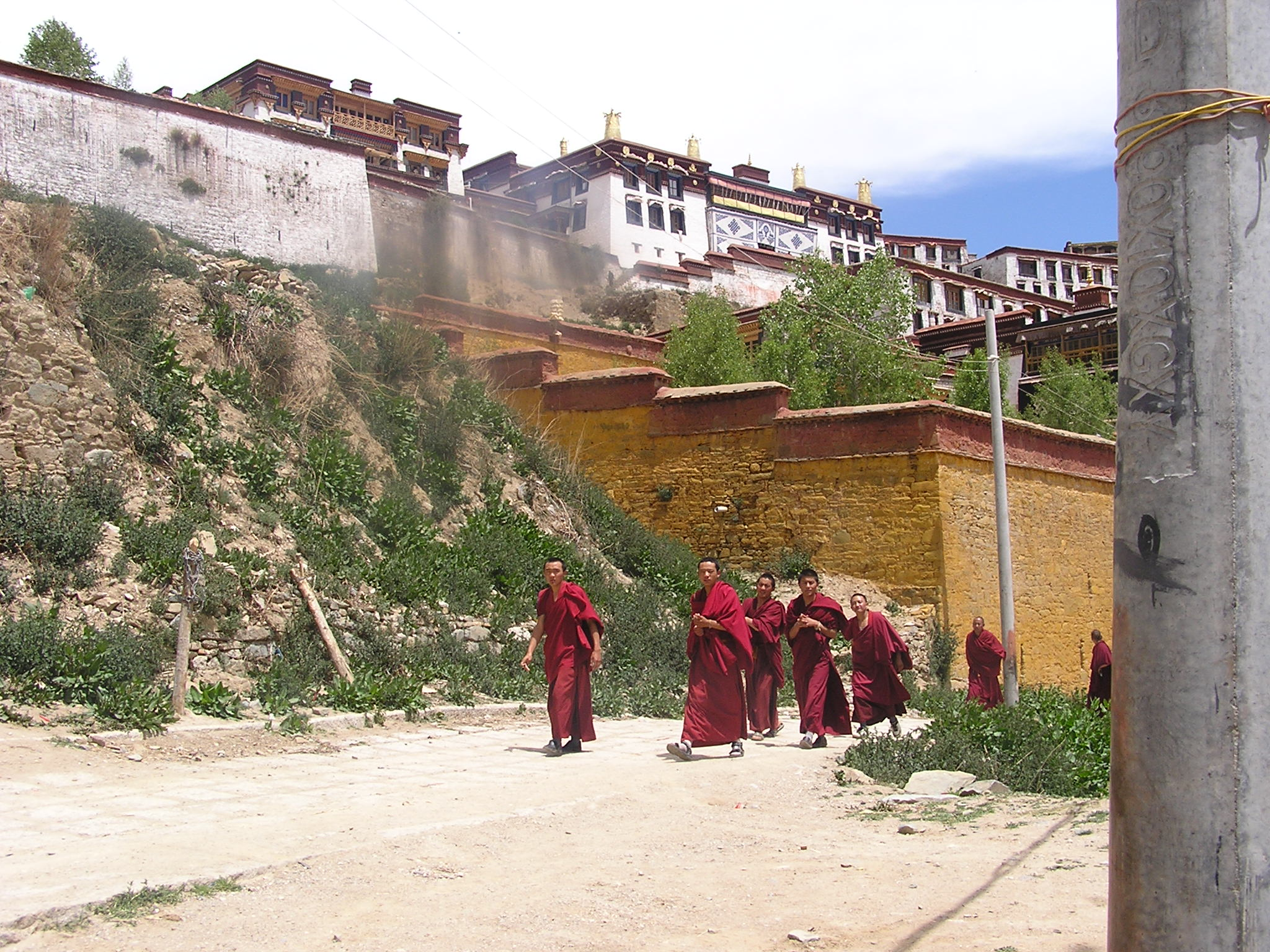
Moines à Ganden en 2006.
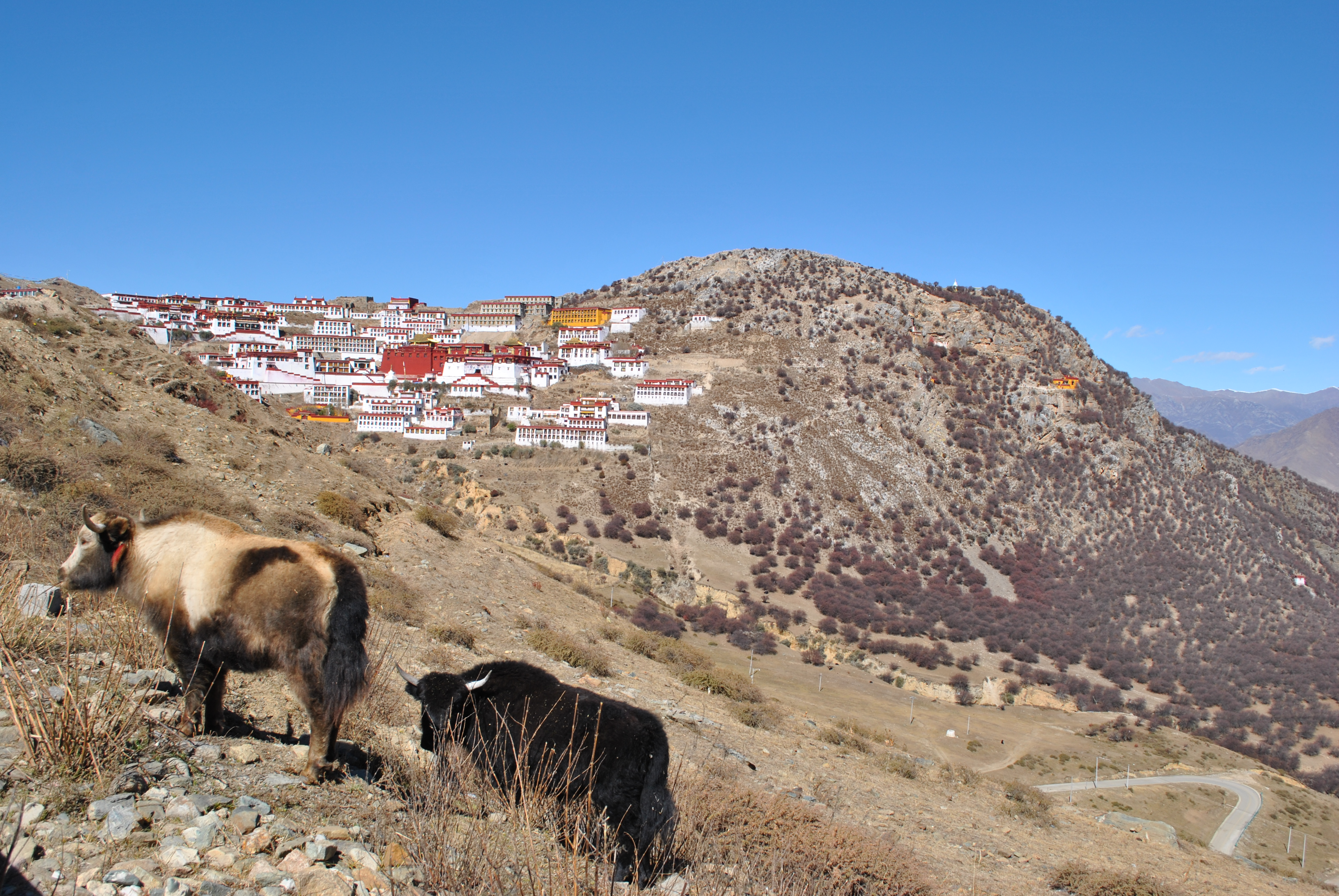
Ganden en 2013.
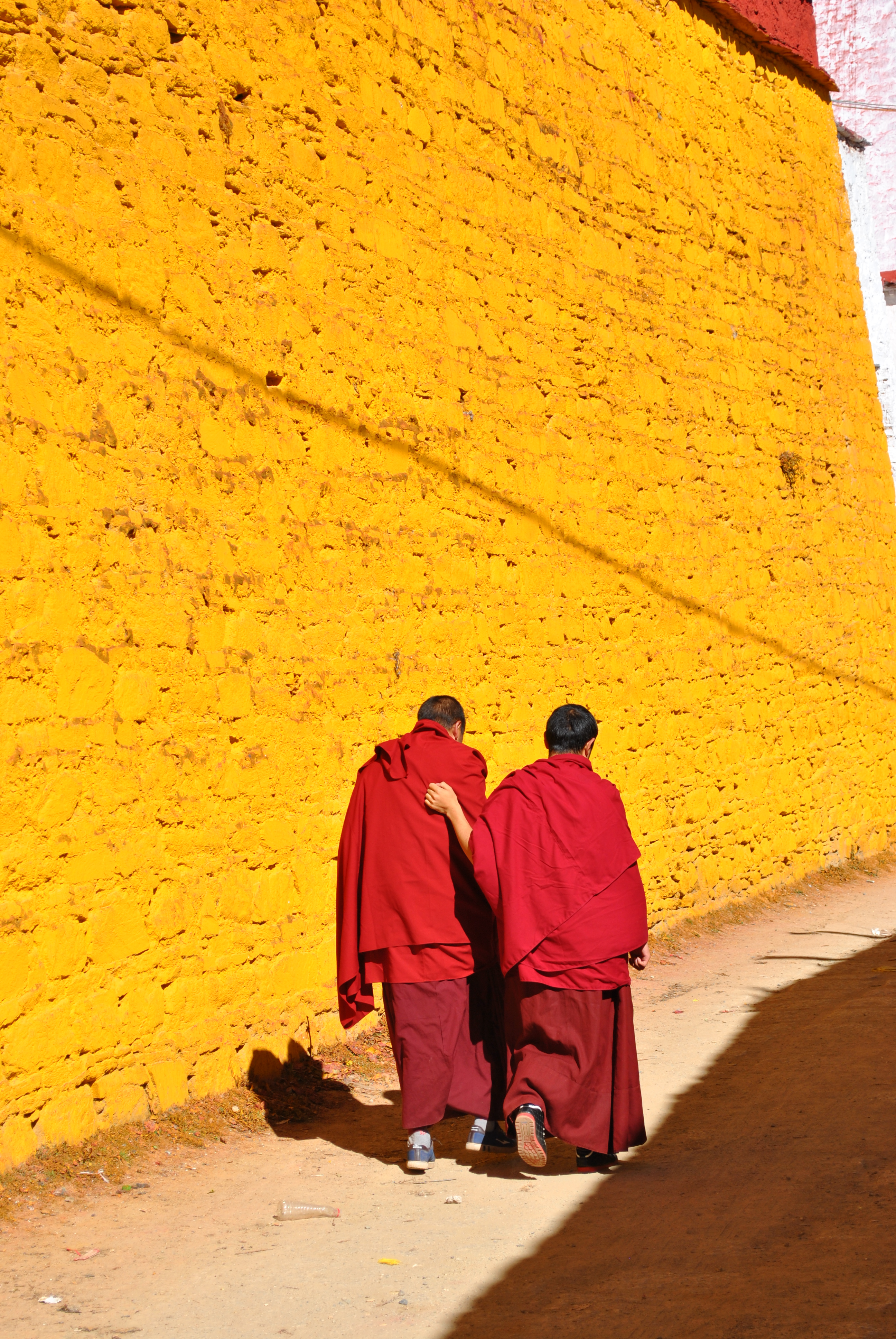
Moines au monastère.
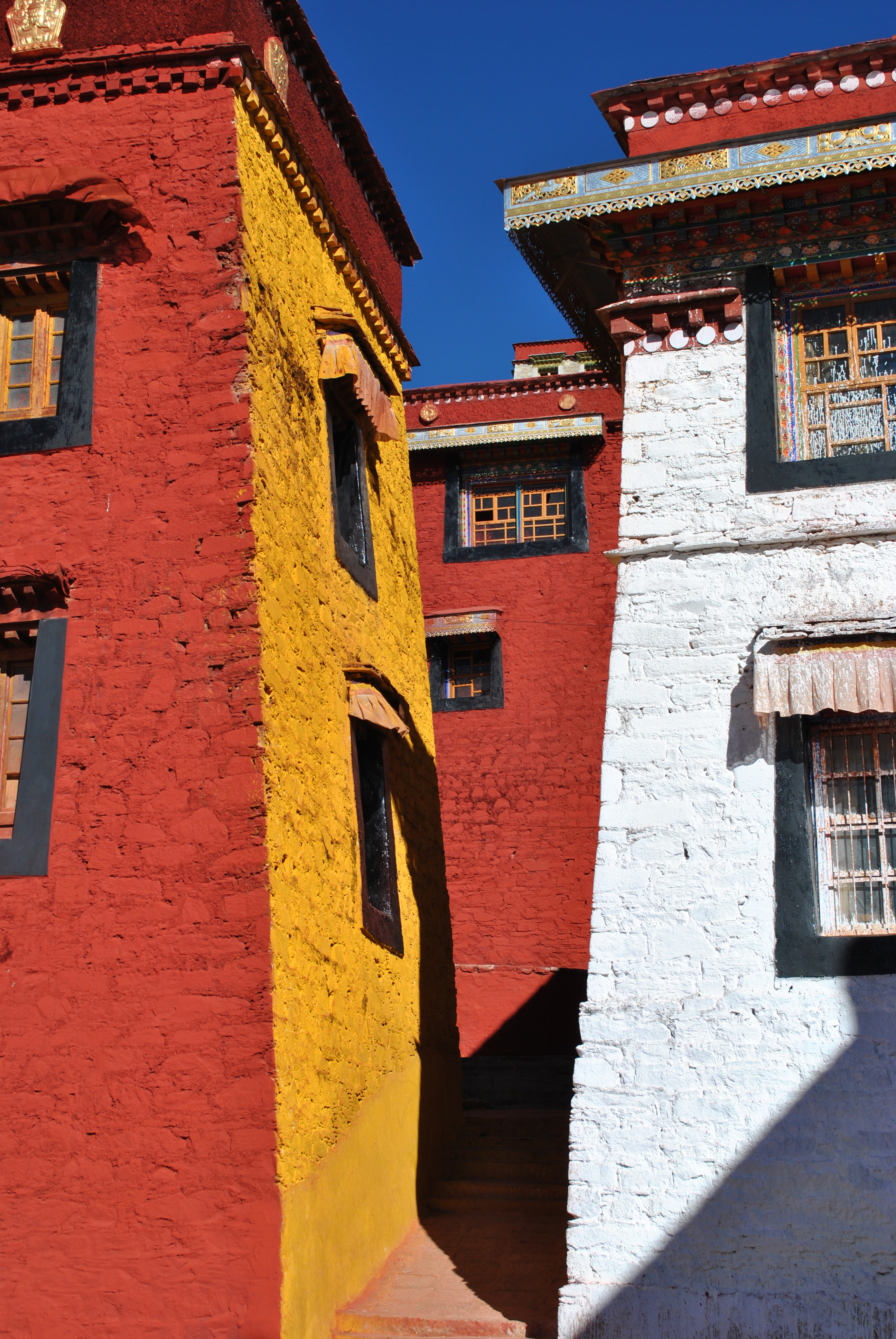
Le monastère repeint en novembre 2013.
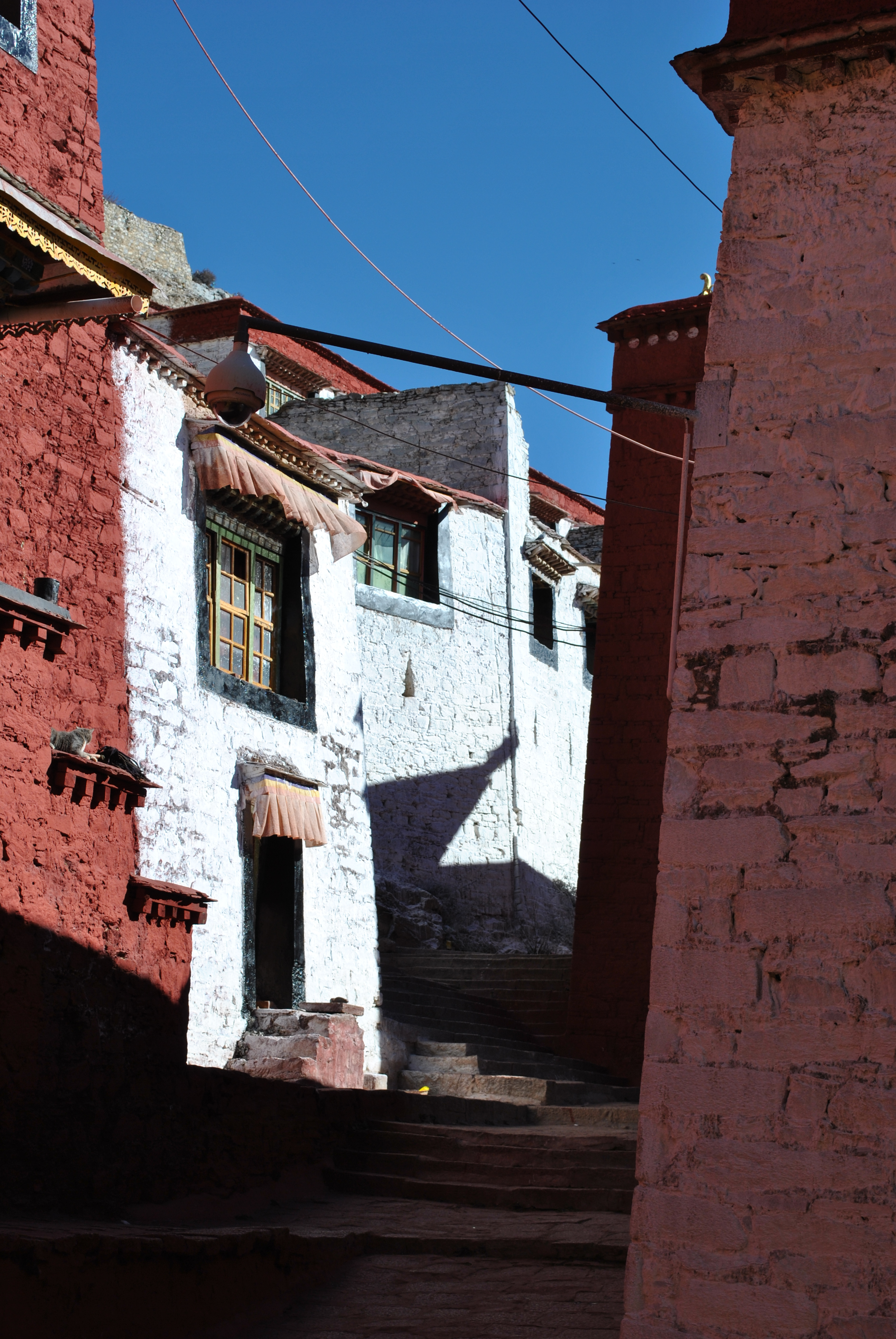
Ganden en 2013.

## Monastère de Ganden à Mundgod en Inde

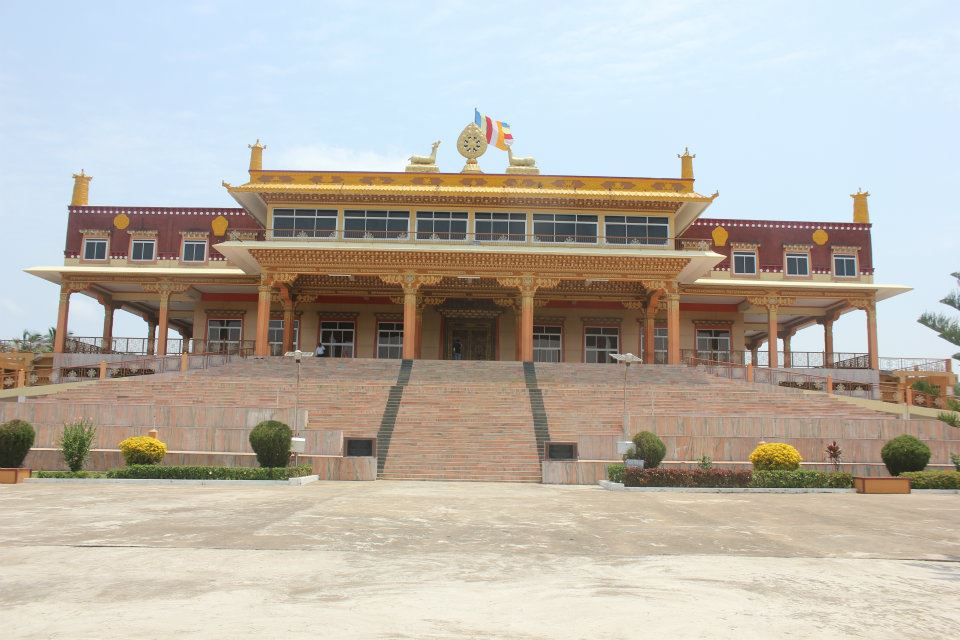
Le monastère Ganden Jangtse Thoesam Norling à Mundgod en Inde.

Le monastère de Ganden a été rétabli par les Tibétains en exil dans le camp de réfugiés tibétains Teginkoppa près de Mundgod au Karnataka, en Inde. Dans ce camp, établi en 1964 sur un terrain offert par le gouvernement indien, se trouvent les monastères de Ganden et de Drepung fondés en 1966 avec l'autorisation du gouvernement indien. En 2003, il y avait au total  4 477 moines à Ganden. Le programme d'études du nouveau monastère de Ganden demeure semblable aux enseignements du monastère de Ganden d’avant 1959.
Les universités Jangtse et Shartse du monastère de Ganden ont été également rétablies en Inde, dans le Karnataka, sous les noms respectifs de Ganden Jangtse et de Ganden Shartse.